# Pipiza
Pipiza là một chi ruồi trong họ Syrphidae.

## Hình ảnh

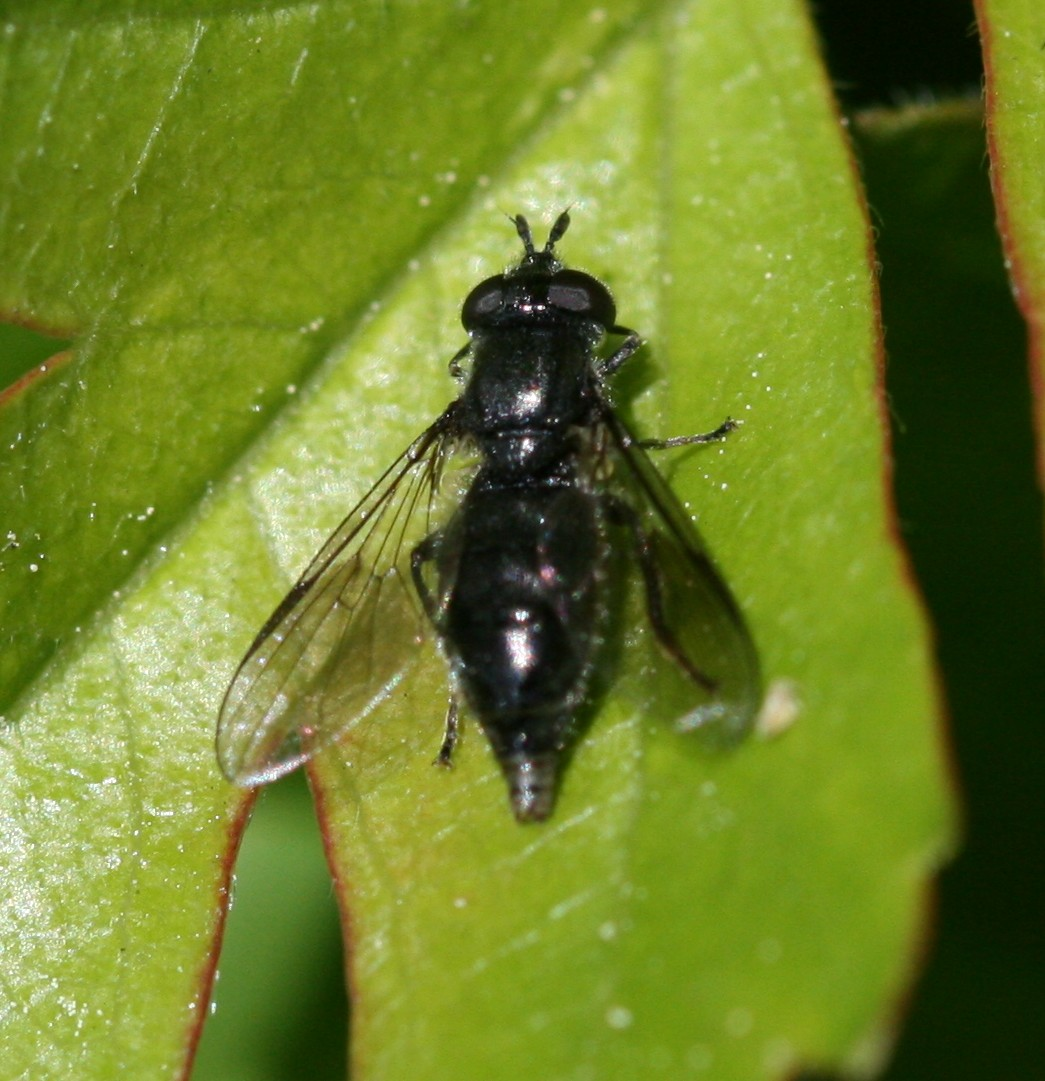
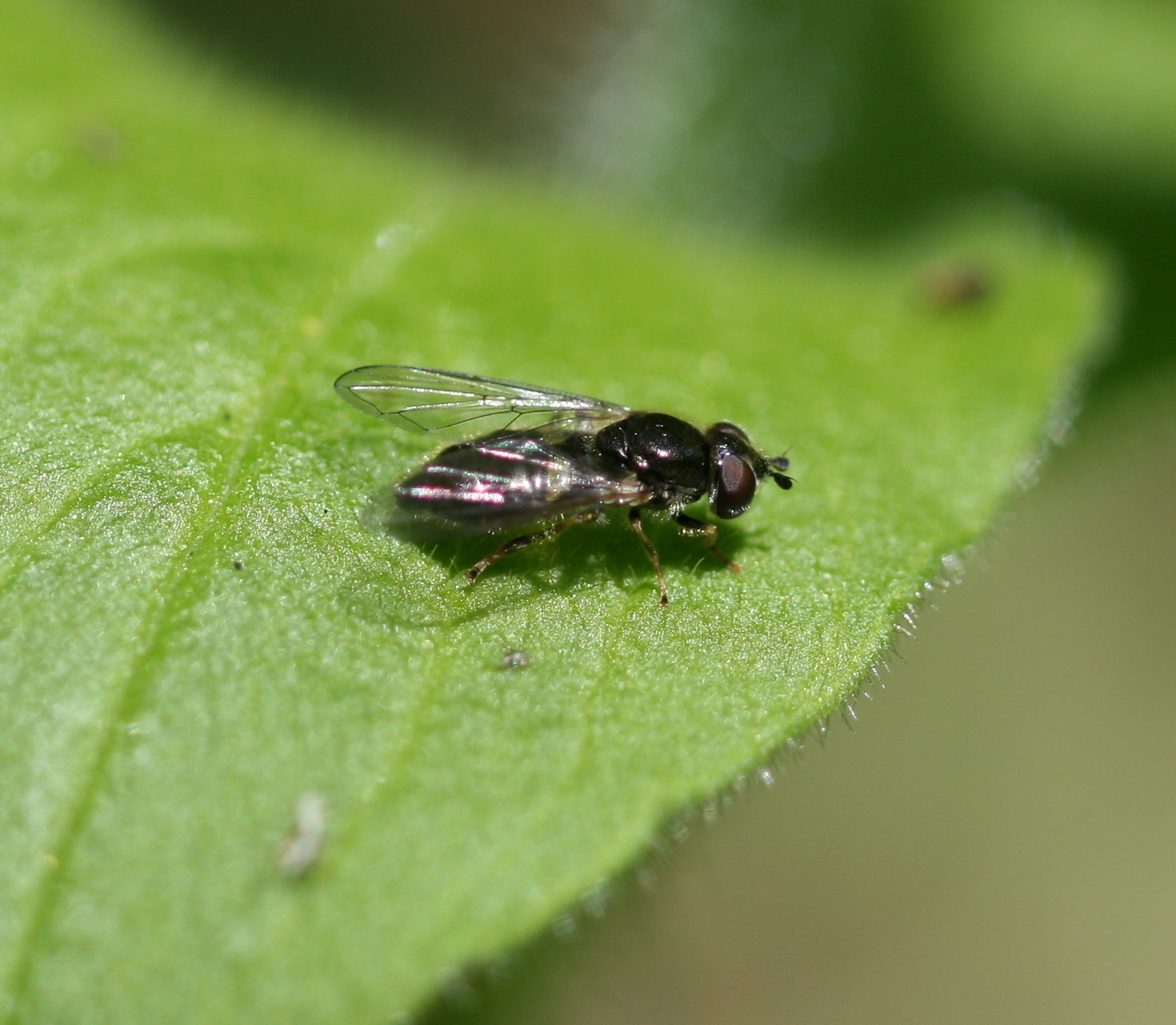
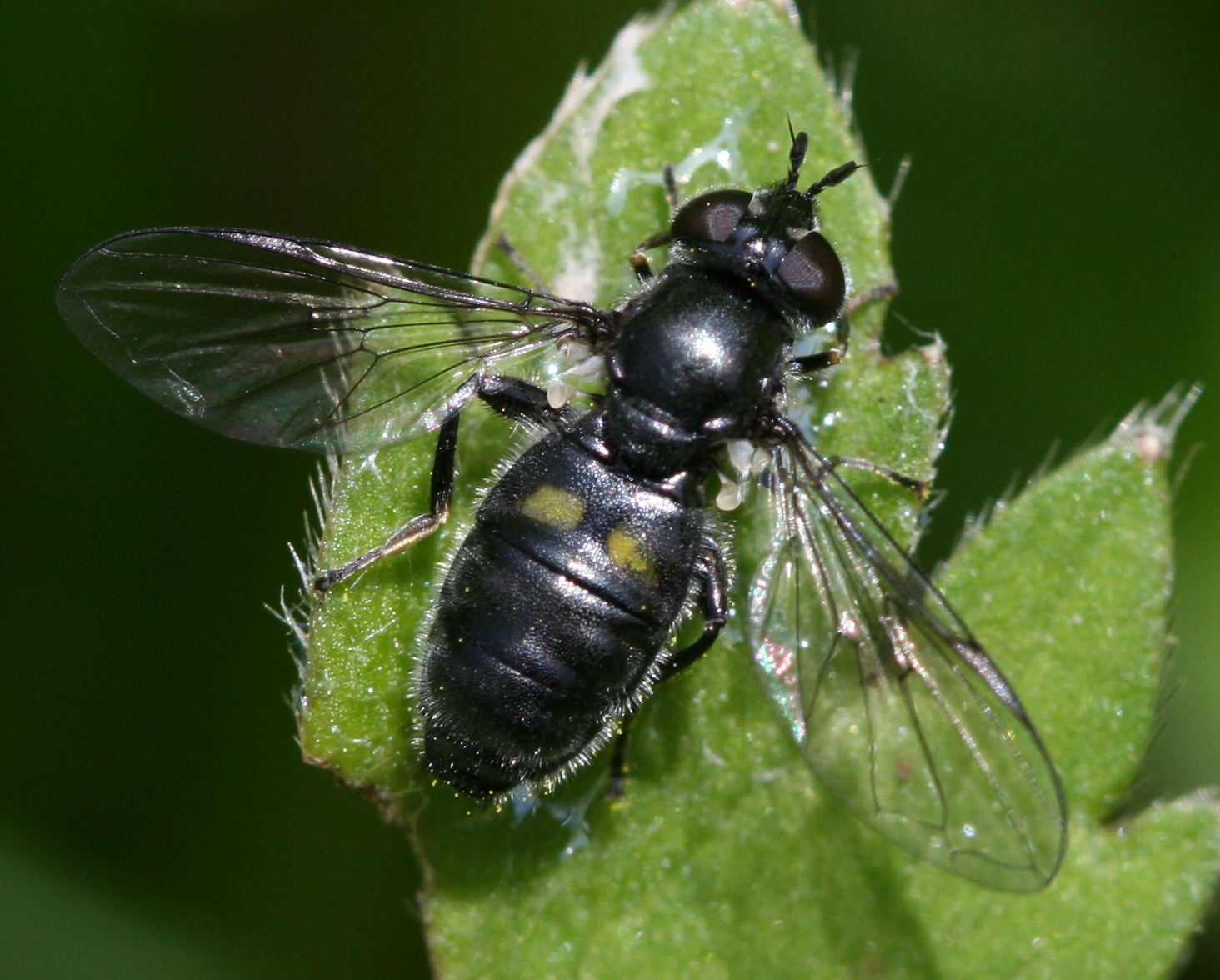
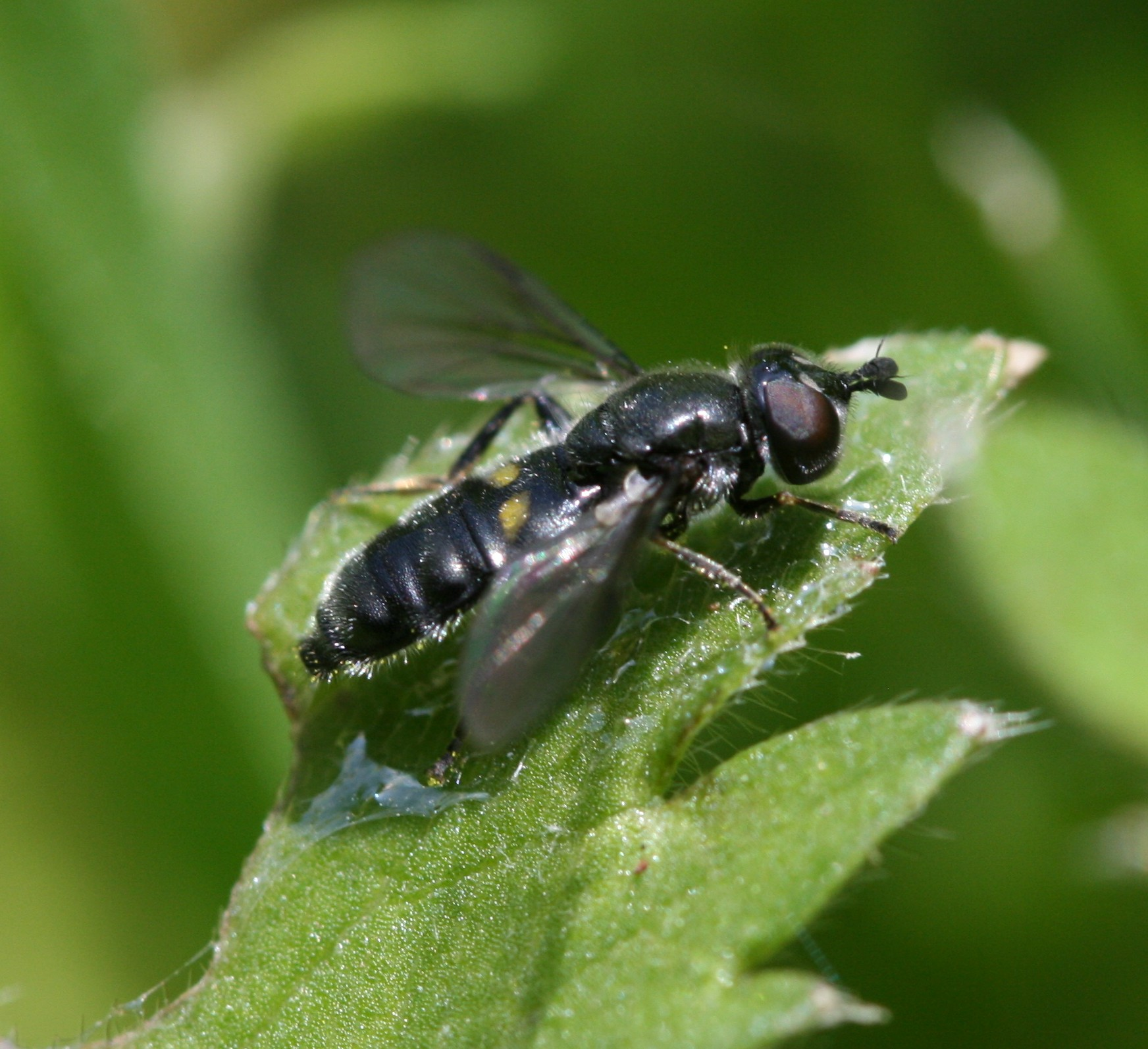